# The Close of a Chapter
The Close of a Chapter är ett livealbum med det amerikanska death metal-bandet Suffocation. Albumet är självutgivet och släpptes 2005. Albumet återutgavs oktober 2009 av skivbolaget Relapse Records under namnet The Close of a Chapter: Live in Quebec City. Albumet inspelades under bandets "Souls to Deny"-turné 2005.

## Låtförteckning
1. "Infecting the Crypts" – 5:40
2. "Thrones of Blood" – 5:08
3. "Surgery of Impalement" – 4:08
4. "Catatonia" – 4:23
5. "Liege of Inveracity" – 5:20
6. "Despise the Sun" – 4:00
7. "Subconsciously Enslaved" – 4:26
8. "Immortally Condemned" – 6:22
9. "Effigy of the Forgotten" – 4:07
10. "Tomes of Acrimony" – 4:05
11. "Breeding the Spawn" – 5:11
12. "Pierced from Within" – 6:54
13. "Funeral Inception" – 4:14

## Medverkande
Musiker (Suffocation-medlemmar)
- Frank Mullen − sång
- Terrance Hobbs – gitarr
- Derek Boyer – basgitarr
- Guy Marchais – gitarr
- Mike Smith − trummor

Produktion
- Joe Cincotta – producent, mixning